# Бодедерн

Бодедерн (англ. Bodedern, валл. Bodedern) — село в Сполученому Королівстві Великої Британії та Північної Ірландії, розташоване на сході острова Анґлсі, в однойменному графстві Острів Анґлсі, у князівстві Уельс

## Галерея

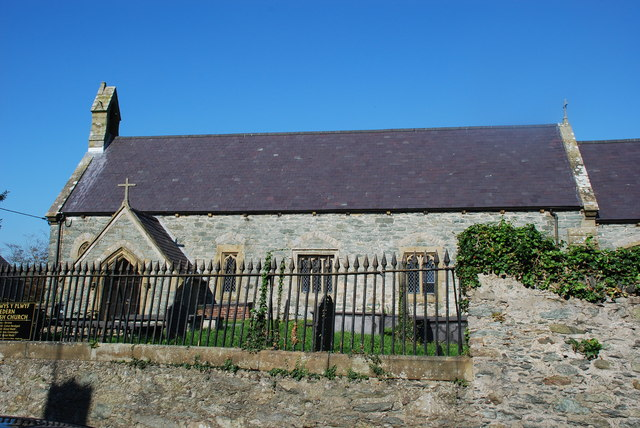
Церква Святого Едерна
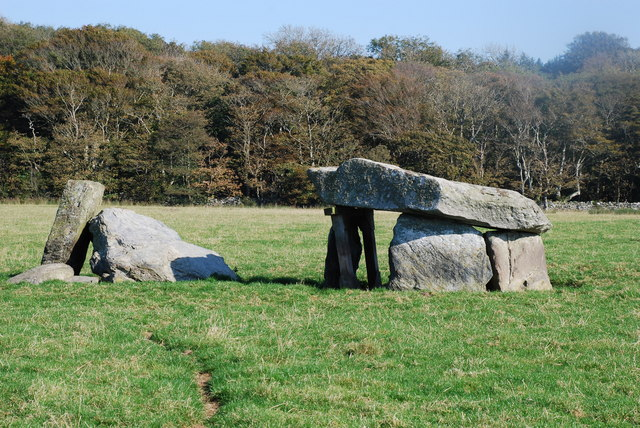
Поховання Пресаддфед
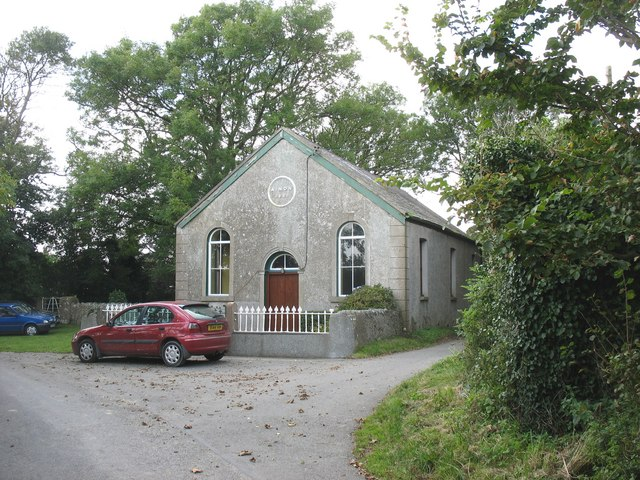
Каплиця